# Eresiomera bicolor
Eresiomera bicolor är en fjärilsart som beskrevs av Grose-smith och Kirby 1890. Eresiomera bicolor ingår i släktet Eresiomera och familjen juvelvingar. IUCN kategoriserar arten globalt som livskraftig. Inga underarter finns listade i Catalogue of Life.